# 123

## Události
- požár a následná přestavba Pantheonu

## Hlavy států
- Papež – Sixtus I. (115/116–125)
- Římská říše – Hadrianus (117–138)
- Parthská říše – Osroés (108–128/129) + Vologaisés III. (111/112–147/148, vzdorokrál)
- Kušánská říše – Vima Kadphises (113–127)
- Čína, dynastie Chan (206 př. n. l. – 220 n. l.)